# Mexikói út
A Mexikói út egy irányonként egy sávos mellékút Budapest XIV. kerületében. Nyomvonala végig a Budapest–Záhony-vasútvonalat követi (a külső oldalán) a Kerepesi úti kezdetétől a Kacsóh Pongrác úti felüljáró alatti végpontjáig (Szőnyi út), ahol a kisföldalatti, a 3-as és a 69-es villamos, valamint néhány buszjárat végállomása is található.

## Története
1879-ben utcanévbokor koncepció alapján kaphatta nevét, ami alapján több utcát is hasonlóképp neveztek el a környezetében, mint például az 1939–1948 között magasvezetésűre átépített vasút belső oldalán futó Francia utat, vagy a szintén párhuzamos, de már a Herminamező belsejében haladó Amerikai utat.
Kialakulásáról nem áll rendelkezésre adat, de a Magyarország második katonai felmérésekor készült térképen már felismerhető a nyomvonala.
Számos nagy forgalmú utat keresztez, név szerint a Kerepesi úti kezdetétől nézve a Mogyoródi utat, az Egressy utat és Thököly utat. Utóbbi kereszteződésben van a Zugló vasútállomás nevű forgalmas tömegközlekedési csomópont. Végpontja a Kacsóh Pongrác úti felüljáró mellett futó Szőnyi út.
A Mexikói útnak csak az egyik oldalán állnak házak, mivel a másik oldalán zajlik a vasúti forgalom, így házait a Kerepesi úttól kiindulva sorban számozták.

### Híres lakói
- Boda Domokos (1921–2015) Széchenyi-díjas orvos, gyermekgyógyász, egyetemi tanár (52/a)
- Böröczky József (1948–2011) humorista, motorsport-szakkommentátor (52/a)
- Rotter Lajos (1901–1983) gépészmérnök, repülőgép-tervező, pilóta (52/a)[2]
- Schnitzl Gusztáv (1885–1977) gyógypedagógus, zenetanár, karnagy (50.)[3]
- Solymossy Sándor (1864–1945) néprajzkutató, egyetemi tanár, az MTA tagja (52.)[4]
- Szeniczei Lajos (1898–1960) gépészmérnök, a műszaki tudományok doktora (52/a)[5]
- Vásony Lajos (1876–?) vegyészmérnök, egyetemi tanár (52.)[6]